# Darja Andrejewna Storoschilowa
Darja Andrejewna Storoschilowa (russisch Дарья Андреевна Сторожилова; * 4. Februar 1993) ist eine russische Skilangläuferin.

## Werdegang
Storoschilowa startete in der Saison 2010/11 erstmals in Krasnogorsk im Eastern-Europe-Cup und belegte dabei den 87. Platz über 10 km klassisch. Im Februar 2015 erreichte sie in Rybinsk mit dem achten Platz über 10 km Freistil ihre erste Top-Zehn-Platzierung im Eastern-Europe-Cup. Im selben Monat gewann sie bei den U23-Weltmeisterschaften in Astana über 10 km Freistil die Silbermedaille. Zudem kam sie im Skiathlon auf den sechsten Platz. Im folgenden Monat debütierte sie in Lahti im Weltcup und belegte dabei den 45. Platz über 10 km klassisch. Ebenfalls im März 2015 wurde sie russische Meisterin im 30-km-Massenstartrennen. Zu Beginn der Saison 2015/16 errang sie den 41. Platz bei der Nordic Opening in Kuusamo. Bei der Tour de Ski 2016, die sie auf dem 27. Platz beendete, holte sie in Oberstdorf mit dem 29. Platz bei der 10-km-Massenstartetappe ihre ersten Weltcuppunkte. Zum Saisonende errang sie den 27. Platz bei der Ski Tour Canada und belegte den 51. Platz im Gesamtweltcup. Im Februar 2017 errang sie in Syktywkar mit dem zweiten Platz über 10 km Freistil ihre erste Podestplatzierung im Eastern Europe Cup.

## Siege bei Continental-Cup-Rennen
| Nr. | Datum             | Ort            | Disziplin      | Serie              |
| --- | ----------------- | -------------- | -------------- | ------------------ |
| 1.  | 24. November 2017 | Werschina Tjoi | 10 km Freistil | Eastern Europe Cup |